# Isabel Zuleta
Isabel Cristina Zuleta López (Ituango, 12 de abril de 1982) es una política, ambientalista, feminista comunitaria, activista y defensora de los derechos humanos y ambientales.
Actualmente es senadora de la República por el partido Colombia Humana, parte de la coalición del Pacto Histórico.
Fue presidenta y representante legal del Movimiento Ríos Vivos Colombia y pertenece al Movimiento por el Agua y la Vida. Como lideresa social ha  denunciado y exigido pacíficamente «los derechos arrebatados» por proyectos, como el de la hidroeléctrica Hidroituango.

## Biografía
Nació en Ituango (Antioquia), donde vivió hasta los 14 años, cuando tuvo que salir desplazada de su pueblo tras recibir amenazas de grupos paramilitares. Cursó estudios de sociología en la Universidad de Antioquia e historia en la Universidad Nacional de Colombia sede Medellín. En la UdeA fue donde comenzó a formar parte de grupos comunitarios de mujeres víctimas del conflicto armado.
Zuleta fue vocera, presidenta y representante legal del movimiento Ríos Vivos Colombia. En 2008, diversas personas y organizaciones antioqueñas, supieron de la intención de las Empresas Públicas de Medellín de construir en su municipio la hidroeléctrica más grande del país. Estas personas se opusieron al megaproyecto ya que consideraban que traería consecuencias negativas en materia ambientales y de otras índoles, y se organizaron para impedir que la represa se construyera. Zuleta se vinculó a este proceso cuando estaba estudiando en la Universidad de Antioquia. Desde entonces ha trabajado con las comunidades de la región de La Mojana, el Cauca y el Cañón del Bajo Cauca.
Isabel escudriñó la relación del conflicto armado con la construcción del megaproyecto hidroeléctrico, ató cabos sobre el porqué de las masacres, la desaparición forzada, la persecución a líderes y su aniquilamiento sistemático, la violencia armada a merced de la lógica desarrollista de los grandes grupos económicos del país. Las víctimas del conflicto armado son las mismas víctimas de Hidroituango.
A comienzos del 2020, fue aceptada como becaria en el Fellowship en Resiliencia de la Iniciativa Global en Contra del Crimen Organizado, para la construcción de una plataforma de colaboración intersectorial, global e interdisciplinaria para contrarrestar los efectos del crimen organizado. A partir de dicho año, hizo parte del Consejo Departamental de Participación Ciudadana y Control Social, instancia que atiende funciones y tareas de definición, promoción, diseño, seguimiento y evaluación de la política pública de participación ciudadana en el departamento, para el periodo 2020-2023, como representante del sector ambiental. Además, representó al Movimiento en la Red Latinoamericana de comunidades afectadas por el Banco Interamericano de Desarrollo (BID).
En 2021 recibió el aval del partido Colombia Humana para participar en la lista cerrada de la coalición política llamada Pacto Histórico, por la que fue elegida como senadora de la república en las elecciones legislativas de 2022.

Ha liderado La Paz Urbana en el país y por ello ha sido nombrada como jefe de los diálogos con Estructuras del Crimen organizado de Alto Impacto con las que el gobierno de Gustavo Petro busca la reducción de las violencias urbanas a través de la política de Paz Total. 

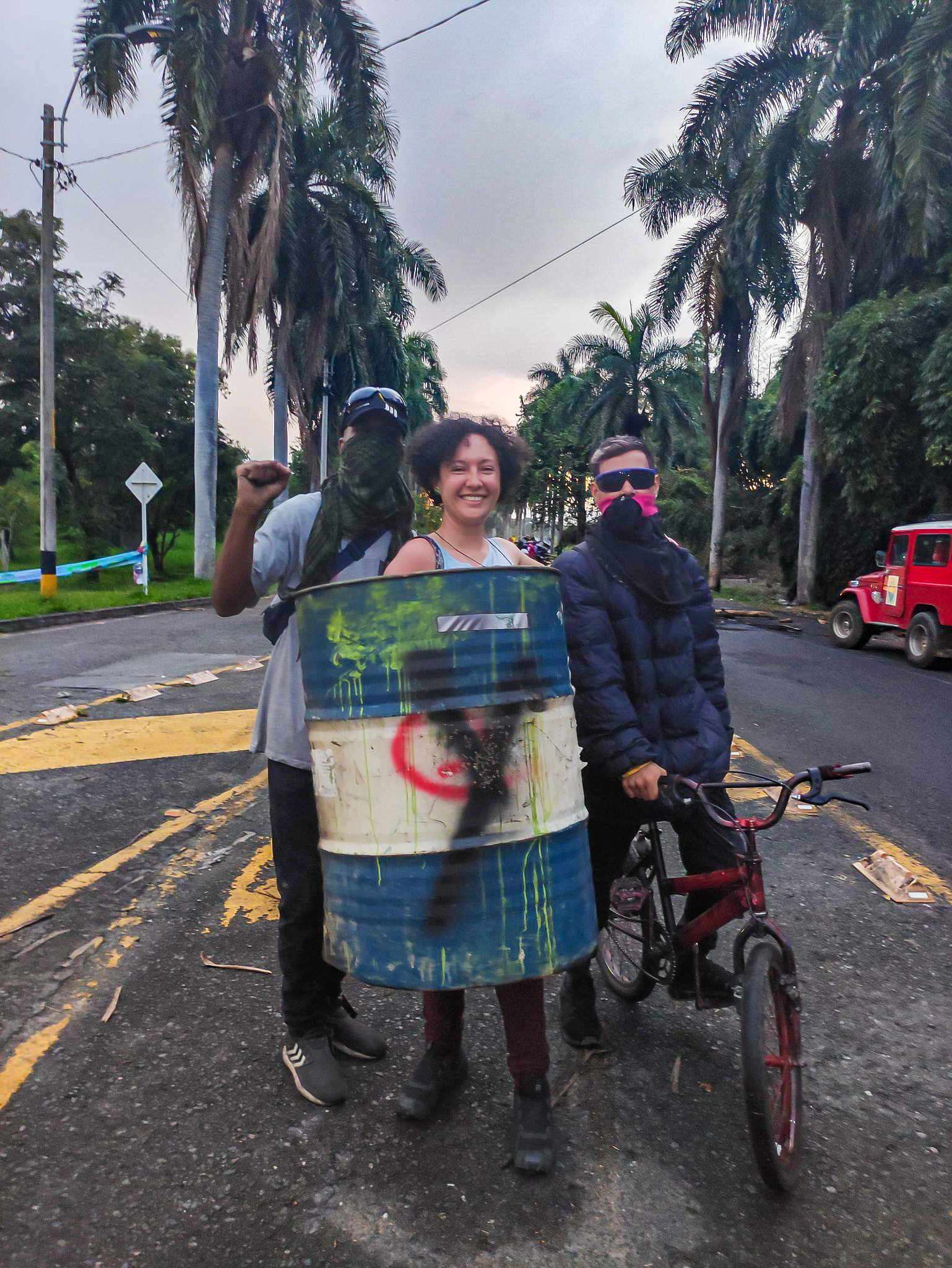
Zuleta visitando jóvenes que protestaban en el Paro Nacional de 2021.

## Reconocimientos
Es conocida por ser una de las mayores opositoras al mega proyecto Hidroituango, ha aparecido en diversos medios de comunicación, presentando lo que para ella es un proyecto que vulnera los derechos de las comunidades y de las víctimas sepultadas en el cañón.
En 2018, Zuleta en representación del Movimiento Ríos Vivos Antioquia recibió el Premio Nacional a la Defensa de los Derechos Humanos en Colombia, en la categoría «Experiencia o Proceso Colectivo del Año» otorgado a organizaciones que dedican su vida a la defensa de sus comunidades originarias. 
Amnistía Internacional la reconoce como una de las personas símbolo del poder femenino en defensa del Río Cauca.

## Amenazas de muerte
Su discurso contra el desmantelamiento de la obra de Hidroituango, como solución definitiva a los múltiples eventos adversos ocurridos desde su inicio, como el secado del Río Cauca, evento en que junto con el Colectivo Colombia Consciente, y Cofradía para el Cambio presionaron la apertura de las compuertas por parte de EPM. Isabel Zuleta ha sido víctima de vigilancia, intervenciones en sus comunicaciones, amenazas contra su vida y criminalización a razón de sus denuncias públicas como la militarización de la zona de influencia del Mega Proyecto. Algunas de estas amenazas provienen directamente de grupos paramilitares.
Algunos integrantes y líderes del Movimiento Ríos Vivos Antioquia han sido asesinados desde la iniciación del proyecto de Hidroituango.

## Controversias

### Promoción de la Reelección de Gustavo Petro
Entre 2024 y 2025 ha insistido en buscar la reelección del actual presidente Gustavo Petro Urrego, ha llamado a reformar la Constitución para permitir la reelección presidencial, prohibida en Colombia desde la reforma de 2015. Anunció que presentaría un proyecto de ley en la legislatura que comenzó el 20 de julio para revivir la reelección pero no logró reunir las firmas necesarias para presentar su proyecto en el congreso. Su iniciativa ha enfrentado fuerte oposición y rechazo en Colombia, incluso dentro de su propio partido y sector político, personas como los senadores Iván Cepeda, María José Pizarro, el representante Heráclito Landinez y los ministros Juan Fernando Cristo y Luis Fernando Velasco han rechazado la propuesta con contundencia. Opositores, como el expresidente Iván Duque, la senadora María Fernanda Cabal y Paloma Valencia han advertido que la reelección busca “pisotear la Constitución” y perpetuar el poder en una dictadura que amenace la estabilidad democrática del país.
Por su parte el presidente de Colombia, Gustavo Petro se desmarcó de la iniciativa, declarando que "a mí personalmente no me interesa para nada la reelección".

### Pedido a la fiscalía de intervenir a la Revista Semana
El 16 de junio de 2023 Isabel Zuleta le pide a la fiscalía intervenir a la Revista Semana con el fin de encontrar pruebas de que si lo que dicen en el artículo de: "La plata era de Petro, eran cinco maletas y 3.000 millones de pesos” y el relato anonimato de un testigo es verdad. Esto fue tomado por muchos sectores de la oposición y demás medios de comunicación como una amenaza a la libertad de prensa. Zuleta también señala al medio de cometer delitos por informar.

### Vídeo sobre Sergio Fajardo y Federico Gutiérrez
"A Fajardo lo quemamos, sigue Fico".
En un video que causó polémica, la senadora electa Isabel Zuleta, del Pacto Histórico, declaró que a Sergio Fajardo ya lo habían "quemado" políticamente, señalando que fue un proceso difícil que involucró instituciones como la Procuraduría y la Contraloría. También adelantó que revelaría información comprometedora sobre Federico Gutiérrez, conocido como "Fico", para seguir debilitando su candidatura. Zuleta explicó que sus declaraciones estaban dentro de un contexto electoral y que buscaban hacer pública la verdad política sobre los candidatos. el video se encuentra en redes sociales.
El estilo de Isabel Zuleta a veces se percibe como directo y combativo, con un lenguaje que puede ser interpretado como rudo o grosero por algunos. En sus intervenciones, suele utilizar expresiones coloquiales fuertes, para transmitir su postura política de manera contundente. Aunque su enfoque es pragmático y enfocado en la denuncia, sus declaraciones a menudo generan controversia por su tono directo, muy de extrema izquierda, algunos la han tachado de apoyar ideológicamente grupos comunistas o socialistas de corte ambiental. Esto puede hacerla parecer implacable o muy crítica de sus oponentes.

## Trayectoria y liderazgo en el Congreso
La senadora Isabel Zuleta integra la Comisión Constitucional Quinta del Senado, la Comisión Legal Afro del Congreso, Comisión de Acreditación Documental y Comisión de Ética y Estatuto del Congresista. Además, ha asumido roles estratégicos en distintas instancias legislativas, destacándose como:
- Coordinadora de la Comisión del Congreso para la COP16 (2024)[42]

- Presidenta de la Comisión de Ética y Estatuto del Congresista (2023–2024)
- Presidenta de la Comisión Accidental para la Reforma del Código Minero[43]
- Vicepresidenta de la Comisión Quinta (2022–2023)

Ha radicado proyectos de ley como el de Agroecología, Bioconstrucción, para el fortalecimiento del Fondo Hortifrutícola,  Restauración de Ecosistemas Hídricos, Licencia de Construcción para Proyectos Hidroeléctricos, para retirar las exenciones a las contribuciones de las grandes industrias consumidoras de energía al Fondo de Subsidio de Energía, Tarifas Diferenciales de Energía y Clasificación Climática para el Otorgamiento de Subsidios de Energía y la Ley Conmemorativa de la Batalla de Cachirí, esta última ya aprobada y pendiente de sanción presidencial. Además, a respaldo las iniciativas del gobierno del presidente Gustavo Petro como la Jurisdicción Agraria,  la Ley de Paz Total, la ratificación del Acuerdo de Escazú y la Reforma Pensional. Algunas de las ponencias que ha tenido a su cargo son ley 2327 de 2023 la definición de pasivo ambiental, la Reforma a la Ley 1333 de 2009, la Licencia Ambiental en Fase de Exploración Minera, Mecanismos para detener y evitar la pérdida de la biodiversidad, la Prohibición de la tala de árboles, del proyecto de ley para la delimitación de zonas de transición del Bosque Alto andino – Páramo y para la protección de la pequeña producción tradicional de panela.
Isabel Zuleta ha realizado debates de control político en la comisión V y plenaria del Senado en los que ha denunciado tarifas abusivas de energía, irregularidades en la entrega de bienes de la SAE, la corrupción histórica en la UNGRD, el acaparamiento de tierras y la desigualdad en la tributación predial y la crisis carcelaria. Ha confrontado a intereses detrás de Hidroituango y de la destrucción ambiental en La Mojana. También ha cuestionado la concentración de baldíos en manos de políticos y la ineficiencia de las CARs.

## Liderazgo en el Espacio de Conversación Sociojurídico de Medellín y el Valle de Aburrá
Además de su labor legislativa, Isabel Zuleta fue designada como Coordinadora del Gobierno Nacional en el Espacio de Conversación Sociojurídico, una apuesta clave para avanzar en la paz urbana en Medellín y el Valle de Aburrá. Desde este rol, ha liderado el diálogo con Estructuras Armadas de Crimen de alto Impacto dispuestas a acogerse a la ley, la construcción de una ruta de sometimiento a la justicia y la puesta en marcha de acciones orientadas a la pacificación, la convivencia y la protección de la vida en los territorios.
Desde noviembre de 2022 se ha desarrollado un proceso de paz urbana sin precedentes en el país. Comenzó con la manifestación de voluntad del 90% de estas estructuras para aportar a la paz, seguida por compromisos concretos como el cese de hostilidades, el rechazo al reclutamiento de menores, el combate al tráfico de fentanilo y la no intervención en las elecciones de 2023. En junio de 2023 se instaló formalmente el Espacio de Conversación, y desde entonces más de 300 organizaciones de la sociedad civil se han sumado al proceso, expresando su respaldo al Manifiesto por la Paz Urbana.
Uno de los hitos más importantes fue el lanzamiento del piloto de no extorsión en 25 barrios de Medellín y Bello, ampliado en 2025 a 45 barrios del área metropolitana. Este piloto incluye la erradicación de la venta de drogas en entornos escolares, el rechazo a la explotación sexual de niñas, niños y adolescentes, y la eliminación de fronteras invisibles.
Entre los resultados de este proceso resaltan: en 2024 los homicidios se redujeron un 16% en el Valle de Aburrá y un 17% en Medellín; el secuestro cayó más del 50%; y también disminuyeron significativamente la extorsión, el hurto y las desapariciones. 